# Ordine del Baobab
L'Ordine del Baobab è un ordine cavalleresco del Sudafrica.

## Storia
L'Ordine è stato istituito il 6 dicembre 2002 ed è dedicato all'albero del baobab, simbolo di resistenza, tolleranza, vitalità, per la sua importanza nei sistemi agro-forestali e per il suo uso come luogo di incontro nelle società tradizionali africane.
L'Ordine premia i meriti nei settori degli affari, dell'economia, della scienza, della medicina, dell'innovazione tecnologica e il servizio alla comunità. Fino all'istituzione dell'Ordine di Luthuli e dell'Ordine della Ikhamanga (istituiti nel 2004), l'Ordine copriva anche le categorie di premiazione di questi ultimi.

## Classi
L'Ordine dispone delle seguenti classi di benemerenza che danno diritto a dei postnominali qui indicati tra parentesi:
- Consigliere Supremo (SCOB), per servizio eccezionale
- Gran Consigliere (GCOB), per servizio distinto
- Consigliere (COB), per servizio dedicato

## Insegne
- L'insegna dell'ordine è una targa grossomodo rettangolare che rappresenta la corteccia del baobab. Al centro si trova un baobab all'interno di un cerchio all'interno di una cornice verde ennagonale. Il poligono rappresenta le nove province e le diverse aree in cui le persone possono contribuire alla costruzione di una nazione prospera e avanzata. Sul retro è raffigurato lo stemma del Sudafrica.
- Il nastro è dorato con ricorrenti silhouette di baobab al centro. Tutte e tre le classi sono portate intorno al collo.

## Insigniti
Di seguito la lista degli insigniti:
| Anno | Nome                                         | Classe |
| ---- | -------------------------------------------- | ------ |
| 2002 | Adele Searll (1944 - 1998) (postumo)         | COB    |
| 2002 | Clara Basenjeng Masinga                      | COB    |
| 2002 | Eva Mokoka                                   | COB    |
| 2002 | Thelma Henderson                             | COB    |
| 2002 | Arthur Chaskalson                            | SCOB   |
| 2002 | Friedel Sellschop                            | SCOB   |
| 2002 | Ismail Mahomed                               | SCOB   |
| 2002 | Marinus Daling                               | SCOB   |
| 2002 | Mark Shope                                   | SCOB   |
| 2002 | Moses Mabhida                                | SCOB   |
| 2002 | Tamsanqa Kambule                             | SCOB   |
| 2002 | Adelaide Tambo                               | GCOB   |
| 2002 | Hamilton Mvumelwano Dandala                  | GCOB   |
| 2002 | Jan Haggie                                   | GCOB   |
| 2002 | Noria Mabasa                                 | GCOB   |
| 2002 | Sam Motswenyane                              | GCOB   |
| 2002 | Stuart Saunders                              | GCOB   |
| 2002 | Yvonne Muthien                               | GCOB   |
| 2004 | Edna Freinkel (1932 - )                      | COB    |
| 2004 | Mirriam Cele (1935 - )                       | COB    |
| 2004 | Mpho Sebanyoni-Mothlasedi (1959 - )          | COB    |
| 2004 | Cabangukuhle Penuel Zulu (1928 - )           | COB    |
| 2004 | Fabian Defu Ribeiro (1933 - 1986)            | SCOB   |
| 2004 | Grogoriyevich Vassili Solodovnikov (1918 - ) | SCOB   |
| 2004 | Brigalia Bam (1933 - )                       | GCOB   |
| 2004 | Dora Ndaba (1945 - )                         | GCOB   |
| 2004 | Helenard Joe (Allan) Hendrickse (1927 - )    | GCOB   |
| 2004 | Jean Sinclair (1908 - 1996)                  | GCOB   |
| 2005 | Marjorie Manganye (1931 - )                  | COB    |
| 2005 | Job Richard Rathebe (1897 - 1982)            | SCOB   |
| 2005 | University of Fort Hare (1916 - )            | SCOB   |
| 2005 | Ethel Barlow (1931 - )                       | GCOB   |
| 2005 | Revel Albert Ellis Fox (1924 - 2004)         | GCOB   |
| 2005 | Urbania Bebe Mothopeng (1917 - )             | GCOB   |
| 2006 | Ivan Toms (1953 - )                          | COB    |
| 2006 | Epaulette Mbeki (1916 - )                    | SCOB   |
| 2006 | Barney Pityana (1945 - )                     | GCOB   |
| 2006 | Grace Masuku (1932 - )                       | GCOB   |
| 2006 | Lindiwe Myeza (1935 - )                      | GCOB   |
| 2006 | Mamohau Ntsoane (1952 - )                    | GCOB   |
| 2006 | Sheena Duncan (1932 - )                      | GCOB   |
| 2006 | T Wolfram Kistner (1923 - )                  | GCOB   |
| 2007 | Dr Anvir Adam (1937 - )                      | COB    |
| 2007 | Ephraim Sibiya (1949 - )                     | COB    |
| 2007 | Eric Marooi Molobi (1945 - 2006)             | GCOB   |
| 2007 | Joyce Piliso-Seroke (1933 - )                | GCOB   |
| 2007 | Rev Dale White (1934 - )                     | GCOB   |
| 2007 | Richard John Pelwana Maponya (1926 - )       | GCOB   |
| 2007 | Sally Motlana (1927 - )                      | GCOB   |
| 2008 | Filippus Letla Mminele (1892 - 1971)         | COB    |
| 2008 | Rebecca Beka Ntsanwisi (1968 - )             | COB    |
| 2008 | Ruth Machobane (1939 - )                     | COB    |
| 2008 | Zodwa Mqadi (nee Dlamini) (1942 - )          | COB    |
| 2008 | Nana Henrietta Moabi (1938 - )               | SCOB   |
| 2008 | Pius Nkonzo Langa (1939 - )                  | SCOB   |
| 2008 | Sir Sydney Kentridge (1922 - )               | SCOB   |
| 2008 | Franklin Sonn (1939 - )                      | GCOB   |
| 2008 | Professor Wiseman Lumkile Nkuhlu (1944 - )   | GCOB   |
| 2008 | Raymond Bill Hoffenberg (1923 - 2007)        | GCOB   |
| 2008 | Theo Kotze (1920 - 2003)                     | GCOB   |
| 2008 | Winston Njongonkulu Ndungane (1941 - )       | GCOB   |
| 2009 | Khoza Elliot Mbuyisa Mgojo                   | COB    |
| 2009 | Malethola Maggie Nkwe (1938 - )              | COB    |
| 2009 | Rashaka Frank Ratshitanga (1933 - )          | COB    |
| 2009 | Aanon Michael Rosholt (1920 - )              | GCOB   |
| 2009 | Cyril Ramaphosa (1952 - )                    | GCOB   |
| 2009 | Ethel Normoyle (1944 - )                     | GCOB   |
| 2009 | Irene Menell (1932 - )                       | GCOB   |
| 2009 | Masenyeki Priscilla Mokone (1906 - 2008)     | GCOB   |
| 2009 | Roelf Petrus Meyer (1947 - )                 | GCOB   |
| 2010 | James Mata Dwane (1848 - 1916)               | SCOB   |
| 2010 | Joseph Sepp Blatter (1936 - )                | SCOB   |
| 2010 | Imtiaz Sooliman                              | GCOB   |
| 2010 | Malebone Susan Luthuli (1935 - )             | GCOB   |
| 2010 | Malefu Mphathane                             | GCOB   |
| 2010 | Vincent Naidoo                               | GCOB   |
| 2011 | Nowongile Cynthia Molo (1949 - )             | COB    |
| 2011 | Reginald Dudley Forde (1940 - )              | COB    |
| 2011 | Rev Phambani Jeremiah Mzimba (1850 - )       | SCOB   |
| 2011 | David Patrick Russell (1938 - )              | GCOB   |
| 2011 | William Sinclair Winship (1927 - )           | GCOB   |
| 2012 | Gladys Ramahuta                              | COB    |
| 2012 | Selwyn “Scully” Levin                        | COB    |
| 2012 | Zane Maureen Wilson                          | COB    |
| 2012 | Frank Kennan Dutton                          | SCOB   |
| 2012 | Lwandle Wilson Magadla (postumo)             | SCOB   |
| 2012 | Daniel Gerhardus Krige                       | GCOB   |
| 2013 | Nontsikelelo Qwelane                         | COB    |
| 2013 | Suraya “Bibi” Khan                           | COB    |
| 2013 | Colin Wells Eglin                            | GCOB   |
| 2013 | David Jacobus Bosch (postumo)                | GCOB   |
| 2013 | Sayed Mohamed Ridwan Mia                     | GCOB   |
| 2013 | Herbert William Garnet De La Hunt            | GCOB   |
| 2013 | Yusuf Abramjee - LeadSA representative       | GCOB   |
| 2014 | Abraham September (postumo)                  | COB    |
| 2014 | Tshepo Thobakgale Khumbane                   | COB    |
| 2014 | Alex Boraine                                 | GCOB   |
| 2014 | Chris Ball                                   | GCOB   |
| 2014 | David Kruiper (postumo)                      | GCOB   |
| 2014 | Frederick Van Zyl Slabbert (postumo)         | GCOB   |
| 2014 | Katrina Esau                                 | GCOB   |
| 2014 | Raymond Ackerman                             | GCOB   |
| 2015 | Justice Yvonne Mokgoro                       | COB    |
| 2015 | James David Lewis-Williams                   | SCOB   |
| 2015 | Douglas John Anderson                        | GCOB   |
| 2015 | Andrew Ross                                  | GCOB   |
| 2015 | Mary Susan Makobatjatji Malahlela (postumo)  | GCOB   |
| 2015 | Otto Stehlik                                 | GCOB   |
| 2016 | Marina Nompinti Maponya (postumo)            | SCOB   |
| 2016 | Helen Rees                                   | GCOB   |
| 2016 | Rosina Mamokgethi Phakeng                    | GCOB   |
| 2017 | Pfarelo Rebecca Ramugondo                    | COB    |
| 2017 | Olive Shisana                                | COB    |
| 2017 | Nokutela Dube (postumo)                      | SCOB   |
| 2017 | Milner Langa Kabane (postumo)                | GCOB   |
| 2017 | Gertrude Ntlabati (postumo)                  | GCOB   |
| 2018 | Maduke Lot Ndlovu (postumo)                  | GCOB   |
| 2018 | Nkosinathi Freddy Ndlovu                     | GCOB   |
| 2018 | Violet Jacobeth Seboni (postumo)             | GCOB   |
| 2019 | Ray and Mrs Dora Phillips (postumo)          | GCOB   |
| 2019 | Bongani Donald Mkhwanazi (postumo)           | GCOB   |
| 2019 | Braam Jordaan                                | GCOB   |
| 2019 | William Smith                                | GCOB   |
| 2019 | Constance Mirriam Thokozile Koza (postumo)   | GCOB   |
| 2021 | Edwin Cameron                                | SCOB   |
| 2021 | Lynette Denny                                | GCOB   |
| 2021 | David Ingpen                                 | GCOB   |
| 2021 | Nolwandle Mboweni                            | GCOB   |
| 2021 | Hlamalani Judith Ngwenya                     | COB    |